# Ralph Hutton
Ralph Hutton (* 6. März 1948 in Ocean Falls, British Columbia) ist ein ehemaliger kanadischer Schwimmer. Er gewann eine olympische Silbermedaille. Bei den Commonwealth Games erschwamm er eine Goldmedaille, neun Silbermedaillen und zwei Bronzemedaillen und bei den Panamerikanischen Spielen gewann er einmal Gold, siebenmal Silber und dreimal Bronze.

## Karriere
Ralph Hutton stammt aus einer kleinen Gemeinde und trainierte anfangs bei George Gate in einem 20 Yards langen Pool. Er besuchte die Los Altos High School und später die Colorado State University. Er gewann 20 kanadische Meistertitel.
Seine internationale Karriere begann bei den Panamerikanischen Spielen 1963 in São Paulo. Über 1500 Meter Freistil gewann er die Bronzemedaille hinter Roy Saari aus den Vereinigten Staaten und seinem Landsmann Sandy Gilchrist. Hutton und Gilchrist schwammen auch in der 4-mal-200-Meter-Freistilstaffel, die den zweiten Platz hinter der Staffel aus den Vereinigten Staaten belegte. 1964 bei den Olympischen Spielen in Tokio trat Hutton in acht Wettbewerben an. Er erreichte allerdings nur ein Finale, bei dem er im 200-Meter-Rückenschwimmen den siebten Platz belegte.
Zwei Jahre später startete Hutton bei den British Empire and Commonwealth Games 1966 in Kingston ebenfalls in acht Wettbewerben, allerdings gewann er acht Medaillen. Über 440 Yards Freistil siegte der Australier Bob Windle vor seinem Landsmann John Bennett und Hutton. Auf der 1650-Yards-Freistilstrecke gewann der Australier Ron Jackson vor Sandy Gilchrist und Ralph Hutton. Im Rückenschwimmen siegte über beide Distanzen der Australier Peter Reynolds vor Ralph Hutton. Seine fünfte Medaille in einem Einzelwettbewerb gewann Hutton als Zweiter hinter Peter Reynolds auf der 440-Yards-Lagenstrecke. In beiden Freistilstaffeln gewannen die Australier vor den Kanadiern, bei denen Sandy Gilchrist, Ralph Hutton, Robert Kasting und Ron Jacks in beiden Staffeln dabei waren. Die 4-mal-110-Yards-Lagenstaffel mit Sandy Gilchrist, Leonard Chase, Ralph Hutton und Ron Jacks gewann den Titel vor den Engländern und den Neuseeländern.
Bei den Panamerikanischen Spielen 1967 in Winnipeg gewann das Gastgeberland Kanada drei Goldmedaillen im Schwimmen. Zwei davon gewann Elaine Tanner im Rückenschwimmen der Frauen, den dritten Sieg erreichte Ralph Hutton über 200 Meter Rücken vor Charles Hickcox aus den Vereinigten Staaten. Hutton gewann daneben noch fünf Silbermedaillen jeweils hinter Schwimmern aus den Vereinigten Staaten. Er wurde Zweiter über 200 Meter Freistil hinter Don Schollander, über 400 Meter Freistil hinter Greg Charlton und über 1500 Meter Freistil hinter Mike Burton. Hutton war außerdem Mitglied beider Freistilstaffeln.
Im August 1968 verbesserte Hutton den Weltrekord über 400 Meter Freistil von Mark Spitz, sein Weltrekord wurde 1969 vom Deutschen Hans Fassnacht unterboten. Bei den Olympischen Spielen in Mexiko-Stadt trat Hutton in fünf Wettbewerben an. Über 200 Meter Freistil erreichte er den vierten Platz hinter dem Australier Michael Wenden sowie Don Schollander und John Nelson aus den Vereinigten Staaten. Im Ziel hatte Hutton eine halbe Sekunde Rückstand auf Nelson. Über 400 Meter Freistil siegte Mike Burton mit 2,7 Sekunden vor dem Weltrekordhalter Hutton, der in diesem Wettbewerb seine einzige olympische Medaille gewann. Burton siegte auch über 1500 Meter Freistil, hier wurde Hutton Fünfter. Die kanadische 4-mal-100-Meter-Fresitilstaffel mit Glen Finch, George Smith, Ralph Hutton und Sandy Gilchrist belegte den siebten Platz. Im Wettbewerb der 4-mal-200-Meter-Freistilstaffeln schwammen George Smith, Ron Jacks, Sandy Gilchrist und Ralph Hutton für Kanada. Sie erreichten den vierten Platz mit 1,6 Sekunden Rückstand auf die Staffel der Sowjetunion.
1970 bei den British Commonwealth Games 1970 in Edinburgh trat Hutton in fünf Wettbewerben an und gewann vier Silbermedaillen, jeweils hinter australischen Schwimmern. Lediglich über 100 Meter Freistil ging er als Siebter leer aus. Über 200 Meter Freistil war er Zweiter hinter Michael Wenden und über 400 Meter Freistil hinter Graham White. Hutton war auch Mitglied der beiden Freistilstaffeln, die mit George Smith, Ralph Hutton, Robert Kasting und Ron Jacks antraten. Im Jahr darauf gewann Hutton bei den Panamerikanischen Spielen 1971 in Cali noch einmal Silber mit der 4-mal-200-Meter-Freistilstaffel in der Besetzung Robert Kasting, Ron Jacks, Brian Phillips und Ralph Hutton. Über 200 Meter Freistil und über 400 Meter Freistil gewann er jeweils Bronze. 1972 nahm Ralph Hutton in München an seinen dritten Olympischen Spielen teil. Über 200 Meter Freistil wurde er Achter, auf der 400-Meter-Freistilstrecke verpasste er als Elfter den Finaleinzug. Die kanadische 4-mal-200-Meter-Freistilstaffel mit Bruce Robertson, Brian Phillips, Ian MacKenzie und Ralph Hutton schwamm auf den siebten Platz.
Nach den Olympischen Spielen 1972 beendete Hutton seine Leistungssportkarriere, als Schwimmtrainer und Seniorenschwimmer blieb er seinem Sport aber weiter verbunden. Er graduierte 1971 an der Colorado State University. Von 1974 bis 2000 war er für das Vancouver Police Department tätig.

## Ehrungen
Ralph Hutton war 1966, 1967 und 1968 Kanadas Schwimmer des Jahres. Nach seiner Karriere wurde er in verschiedene Hall of Fames aufgenommen:
- 1972: Canadian Olympic Hall of Fame
- 1973: British Columbia Sports Hall of Fame
- 1973: Canada Aquatic Hall of Fame
- 1977: Hall of Fame des kanadischen Sports
- 1984: International Swimming Hall of Fame[10]
- 2013: Colorade State Athletics University Hall of Fame[11]